# Companhia de Ópera de Chicago
A Companhia de Ópera de Chicago (em inglês Chicago Opera Company) foi a grande companhia de ópera de Chicago, organizada por causa do fim da Companhia de Ópera da Cidade de Chicago (em inglês Chicago City Opera Company), a Companhia de Ópera de Chicago produziu seis temporadas de opera no Civic Opera House de 1940 até 1946 (exceto o ano de 1943). Fausto Cleva foi o diretor artístico de 1944 até 1946, e desde 1945 Fortune Gallo foi o presidente. Depois da guerra, quando as pessoas gastavam menos dinheiro com entretenimento, a companhia sofreu um colapso.
A orquestra tinha muitos déficits. Depois do final do colapso da companhia de ópera ela tentou se reorganizar por cinco vezes, nenhuma com sucesso, até o ano de 1954, quando foi, definitivamente, fundada a Ópera Lírica de Chicago (em inglês Chicago Lyric Opera).